# Ostrolovský Újezd
Ostrolovský Újezd är en ort i Tjeckien.   Den ligger i regionen Södra Böhmen, i den södra delen av landet, 130 km söder om huvudstaden Prag. Ostrolovský Újezd ligger 479 meter över havet och antalet invånare är 110.
Terrängen runt Ostrolovský Újezd är platt. Runt Ostrolovský Újezd är det ganska tätbefolkat, med 86 invånare per kvadratkilometer. Närmaste större samhälle är České Budějovice, 13,9 km nordväst om Ostrolovský Újezd. I omgivningarna runt Ostrolovský Újezd växer i huvudsak blandskog.